# Iglesia de Dzveli Gavazi
La iglesia de la Madre de Dios de Dzveli Gavazi (en georgiano: ძველი გავაზის ღვთისმშობლის ეკლესია) es una iglesia cristiana medieval ubicada en la región  oriental de Kajetia, Georgia. Es una iglesia de tetraconcha con la cúpula colocada sobre el centro del cuadrado. No se sabe exactamente cuándo fue construida. La iglesia es datada por sus motivos tipológicos en el siglo VI, pero fue reelaborada con la adición de una girola en una fecha posterior, probablemente en el siglo IX, y fue reparada sustancialmente en 1852. Está inscrita en la lista de los Monumentos culturales inamovibles de importancia nacional de Georgia.

## Historia
La iglesia de Dzveli Gavazi se encuentra en el pueblo de Akhalsopeli, en el distrito de Qvareli, a los pies del Gran Cáucaso. Su nombre, cuyo significado es "viejo Gavazi", refleja el hecho de que los aldeanos, plagados de las incursiones merodeadoras de la vecina Daguestán, abandonaron sus hogares a principios del siglo XVIII y se mudaron a las orillas del Alazani donde fundaron Akhali Gavazi, "nuevo Gavazi". Bajo el dominio ruso, el príncipe Ivane Amilkhvari, ayudante de campo del virrey Mikhail Vorontsov, diseñó el reasentamiento de la aldea abandonada, nombrándola Akhalsopeli, "una nueva aldea", en 1850 y restauró la antigua iglesia dos años después, un evento conmemorado en un texto inscrito en una losa de piedra roja, montada sobre la puerta sur en la girola. En 1971, una expedición arqueológica del Museo Nacional de Georgia descubrió 35 entierros en el cementerio, con artefactos que datan del siglo X al XVIII.

## Diseño
Dzveli Gavazi es una iglesia de tetraconcha, sus cuatro ábsides semicirculares, con bóvedas, se proyectan desde un lado de un cuadrado. Envolviendo alrededor de las tres cuartas partes de la tetraconcha hay una girola, que termina en el ábside norte. El edificio está coronado por la cúpula ubicada en el centro, que se basa en un tambor octogonal, perforado por tres ventanas, al este, sur y oeste. La transición del cuadrado al círculo de la cúpula se realiza a través de pechinas, que surgen de cuatro columnas semicirculares construidas con escombros sin el elemento unificador que interviene en un capitel. Dzveli Gavazi tiene un análogo en Kajetia, la catedral de Ninotsminda; la región estuvo dominada de otro modo a principios de la Edad Media por el tipo de "basílica de tres iglesias", es decir, una basílica con dos pasillos laterales abuhardillados al norte y al sur de la nave central.